# باول هوفمان (صحفي أمريكي)
باول هوفمان (بالألمانية: Paul Hofmann؛ بالإنجليزية: Paul Hofmann) هو صحفي نمساوي وأمريكي، ولد في 20 نوفمبر 1912 في فيينا في النمسا، وتوفي في 30 ديسمبر 2008 في روما في إيطاليا.